# Кальмель-э-ле-Вьяла
Кальме́ль-э-ле-Вьяла́ (фр. Calmels-et-le-Viala, окс. Caumèls e Lo Vialar) — коммуна во Франции, находится в регионе Окситания. Департамент — Аверон. Входит в состав кантона Сент-Африк. Округ коммуны — Мийо.
Код INSEE коммуны — 12042.
Коммуна расположена приблизительно в 550 км к югу от Парижа, в 115 км восточнее Тулузы, в 50 км к югу от Родеза.

## Население
Население коммуны на 2008 год составляло 247 человек.
| 1962 | 1968 | 1975 | 1982 | 1990 | 1999 | 2008 |
| ---- | ---- | ---- | ---- | ---- | ---- | ---- |
| 339  | 303  | 239  | 211  | 214  | 207  | 247  |

## Администрация
| Период | Период | Фамилия          | Партия | Примечания |
| ------ | ------ | ---------------- | ------ | ---------- |
| 1989   | 2008   | Луи Гавальда     |        |            |
| 2008   |        | Анн-Мари Констан |        |            |

## Экономика
В 2007 году среди 144 человек в трудоспособном возрасте (15—64 лет) 100 были экономически активными, 44 — неактивными (показатель активности — 69,4 %, в 1999 году было 61,9 %). Из 100 активных работали 93 человека (49 мужчин и 44 женщины), безработных было 7 (3 мужчин и 4 женщины). Среди 44 неактивных 14 человек были учениками или студентами, 12 — пенсионерами, 18 были неактивными по другим причинам.